# Mesonychium garleppi
Mesonychium garleppi är en biart som först beskrevs av Carlos Schrottky 1910.  Mesonychium garleppi ingår i släktet Mesonychium och familjen långtungebin. Inga underarter finns listade i Catalogue of Life.

## Bildgalleri

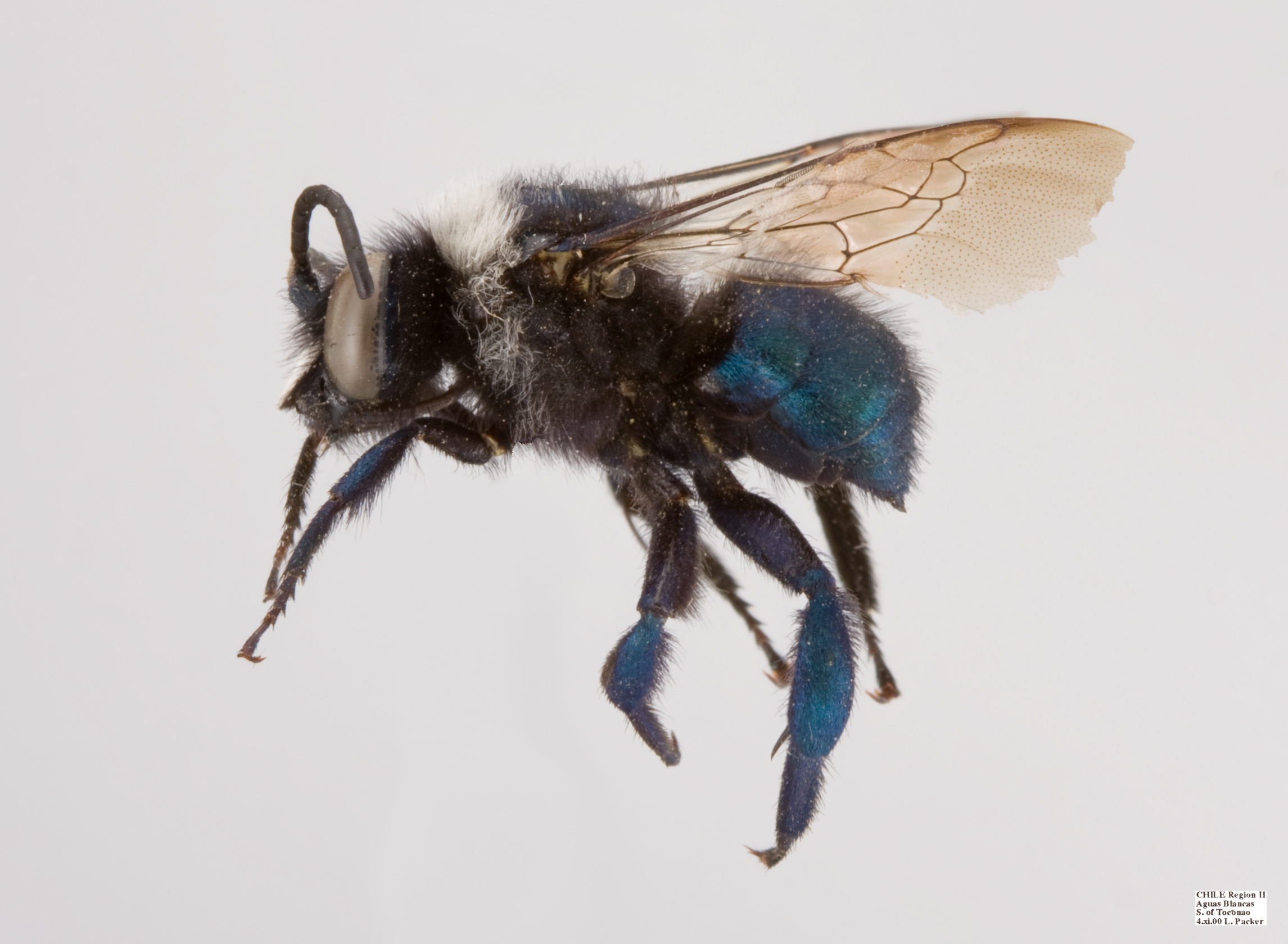